# The First Olympics: Athens 1896
The First Olympics: Athens 1896 è una miniserie TV statunitense prodotta dalla Columbia Pictures Television e distribuita dalla NBC. Incentrata sulla nascita dei Giochi della I Olimpiade, venne trasmessa per la prima volta negli Stati Uniti d'America il 20 maggio 1984 in due episodi.

## Trama
Varie personalità si adoperano per l'organizzazione dei primi giochi olimpici dell'era moderna, che si terranno ad Atene nel 1896; in particolare, atleti di tutto il mondo competono e aspirano a prendere parte all'evento olimpico, con la squadra statunitense al centro dell'attenzione della miniserie.

## Cast
- Louis Jourdan interpreta Pierre de Coubertin
- David Ogden Stiers interpreta William Milligan Sloane
- Hunt Block interpreta Bob Garrett
- David Caruso interpreta James Brendan Connolly
- Alex Hyde-White interpreta Arthur Blake
- Hutton Cobb interpreta Tom Burke
- Jason Connery interpreta Thomas Curtis
- Ian Morton interpreta Ellery Harding Clark
- William Armstrong interpreta William Hoyt
- Aaron Swartz interpreta Herbert Jamison
- Keith Edwards interpreta Albert Tyler
- Terrance Conder interpreta Sumner Paine
- Peter Merrill interpreta John Paine
- Matt Frewer interpreta Frank Lane
- Robert Addie interpreta Grantley Goulding
- Benedict Taylor interpreta Edwin Flack
- Nicos Ziagos interpreta Spyridōn Louīs
- Edward Wiley interpreta John Graham
- Angela Lansbury interpreta Alice Garrett
- Honor Blackman interpreta Madam Ursula Schumann
- Gayle Hunnicutt interpreta Mary Sloane
- Bill Travers interpreta Harold Flack
- Virginia McKenna interpreta Annabel Flack

## Riconoscimenti
- 1984 - Primetime Emmy Awards
  - Miglior colonna sonora per una Miniserie o uno Speciale
  - Nominato per la Miglior direzione artistica per una Miniserie o uno Speciale
- 1984 - Writers Guild of America Award
  - Miglior serie in più episodi
- 1984 - Casting Society of America
  - Nomination per il Miglior cast per una Miniserie TV o un Film per la TV